# ジュディス・バーゲンガー
ジュディス・バーゲンガー（Judith Burganger、1939年 - ）は、ドイツ系アメリカ人のピアニスト・教育者。

## 幼年期
バーゲンガーは1939年にニューヨーク州バッファローで生まれた。4歳より、ローラ・ケルシー（ジュリアード音楽院の教授で後に学長となったアーネスト・ハチェソンの弟子）のもとで学び、イザベラ・ヴェンゲローヴァ（Madam Isabella Vengerova）やミェチスワフ・ホルショフスキ（Mieczyslaw Horszowski）からもたびたびレッスンやキャリアの指導を受ける。10代のころにはアメリカ各地でのソロリサイタルや、バッファロー・フィルハーモニー管弦楽団の主要メンバー との室内楽コンサートで何度も共演した。 トロント交響楽団やワシントン・ナショナル交響楽団とも共演し、また。17歳のときに参加したマールボロ音楽祭でルドルフ・ゼルキンから絶賛を受け、シーモア・リプキン（Seymour Lipkin）やルドルフ・ゼルキン のもとで学んだ。

## ヨーロッパ時代
ゼルキンからの推薦を受けて、1957年にシュトゥットガルト音楽演劇大学に留学。ピアノをフーベルト・ギーセン（Hubert Giesen）とウラディーミル・ホルボフスキー （Vladimir Horbowski）のもとで、室内楽をフーベルト・ギーセン（Hubert Giesen）、 リカルド・アドノポソフ（Ricardo Odnoposoff）, アルフレッド・ローヴェングート（Alfred Lowenguth）などのもとで学び、1961年にアーティストディプロマ（演奏者資格）を最高の成績で習得。 その後続けてホルボフスキーのもとで学び、修士号を得る。その間、ジュネーブ国際音楽コンクールで第3位、1965年にはミュンヘン国際音楽コンクールではアメリカ人で初となる優勝する。（それより前2回は1位該当者すらいなかった）

## 演奏家時代
これをきっかけにアメリカやヨーロッパの主な主要オーケストラと共演、録音や世界ツアーを行う。主なものとして、シカゴ交響楽団、クリーヴランド管弦楽団、ピッツバーグ交響楽団、ミネソタ管弦楽団、ベルリン交響楽団、チューリッヒ放送交響楽団、東京交響楽団、バイエルン放送交響楽団等がある。これまでにアンドレ・プレヴィン、ロリン・マゼール、ウィリアム・スタインバーグ、マイケル・ティルソン・トーマス、ヨーゼフ・クリップスなどと共演。また、室内楽コンサートにも積極的に出演し、主な共演としてエマーソン弦楽四重奏団、クリーブランド弦楽四重奏団とのアメリカツアー共演など、またチェリスト堤剛と日本演奏ツアー、録音を行う。テレビ収録やラジオ録音では、PBSテレビやアメリカナショナル・パブリック・ラジオにおいてLeonid Treerとのピアノデュオとして多数収録。また、ドイツ各地、スウェーデン、オランダ、イタリア、カナダ、スイスにおいてラジオ録音やテレビ収録を行う。これまでにソロリサイタルはアメリカ、カナダ、ヨーロッパ、日本、中国各地で開催する。1990年から2002年まではノースカロライナ州ハイランド室内楽音楽祭のレジデントアーティストとして毎年演奏する。

## 教育活動
教育活動にも活発で、特にフロリダ州のピアノ教育発展において多大な貢献をしている。これまでにクリーブランド音楽院、テキサス工科大学、カーネギーメロン大学等でこれまでに教鞭をとり、1983年より現在までフロリダアトランティック大学教授兼レジデント アーティストである。
フロリダアトランティック大学においては、音楽学部の発展に貢献し、音楽学士号、音楽修士号の創設へのもっとも多大な尽力者である。多くの修士課程や学士課程のピアノ専攻者の為の履修科目を創設、長年にわたって教えている。　教授法としては、身体的メカニックスへの理解、スタイルやフレージング、楽譜の解釈を中心としており、その洗練された教授法は学生のレベルを向上させた。また、地元のピアノ教師を対象としたピアノ演奏・教授資格コースを創立。演奏、教授資格コースからはこれまでに500人近くの卒業生を送り出し、地元のピアノ教師の質の向上に直接的に成功、南フロリダ全体においてのピアノ教育のレベル向上につながっている。 また、これまでに多くの生徒がコンクールに入賞しており、主なものとしてアメリカピアノ指導者協会MTNAコンクール、FSNTAコンクール,ワシントンDCでの中国国際ピアノコンクール、国際デュラノフジュニアコンクール等があげられる。また、1984年より現在までフロリダアトランティック大学においてFAU室内楽シリーズ、ブラームス音楽祭を毎年開催し、各紙において絶賛を受けるまた、ブラームス音楽祭では、4手を含むブラームスによる全室内楽を、学問的、音楽的観点から研究したより深い解釈をもって演奏することを目標としており、毎年大盛況となっている。